# Wereldkampioenschap rally
Het wereldkampioenschap rally, internationaal bekend als het FIA World Rally Championship, is een jaarlijks kampioenschap in de rallysport, georganiseerd door de overkoepelende Fédération Internationale de l'Automobile (FIA), dat zich afspeelt op vijf verschillende continenten. In dit kampioenschap strijden de beste rallyrijders van de wereld met elkaar om de wereldtitel. Er bestaat een kampioenschap voor rijders en een voor constructeurs. Beide zijn aparte kampioenschappen, maar maken gebruik van hetzelfde puntensysteem. Het huidige seizoen omvat 13 driedaagse evenementen, die verreden worden op asfalt, gravel of sneeuw en ijs. Elke rally bestaat uit pakweg 15 tot 25 klassementsproeven waarin tegen de klok wordt gestreden op gesloten wegen. De commerciële rechten liggen in handen van de International Sportsworld Communicators, die dagelijkse hoogtepunten van een rally in 186 landen uitzendt.
Het WK rally komt voort uit andere populaire series uit de rallysport, met name het Europees kampioenschap rally en het Internationaal kampioenschap voor constructeurs, en werd voor het eerst gehouden in 1973. De huidige categorie in het kampioenschap is de World Rally Car, die voortkwam uit Groep A, die op zijn beurt weer Groep B verving nadat die klasse een competitieverbod kreeg opgelegd. De huidige World Rally Cars zijn gebaseerd op 1.6-liter-4-cilinderproductieauto's, maar maken gebruik van een turbo, ALS, vierwielaandrijving, een sequentiële versnellingsbak en aerodynamische hulpmiddelen.
De huidige serie ondersteunt ook drie aparte kampioenschappen, internationaal bekend als het WRC-2 voor Groep R5 en Super 2000's, het WRC-3 voor Groep R3's en het Junior World Rally Championship voor Groep R2-auto's. Alle drie de kampioenschappen kennen aparte reglementen tegenover de World Rally Cars.

## Geschiedenis
| Seizoen | '73     | '74     | '75     | '76     | '77     | '78     | '79     | '80     | '81     | '82     | '83     | '84     | '85     | '86     | '87     | '88     | '89     | '90     | '91     | '92     | '93     | '94     | '95     | '96     | '97                    | '98                    | '99                    | '00                    | '01                    | '02                    | '03                    | '04                    | '05                    | '06                    | '07                    | '08                    | '09                    | '10                    | '11                    | '12                    | '13                    | '14                    | '15                    | '16                    | '17                    | '18                    | '19                    | '20                    | '21                    | '22                    | '23                    | '24                    |               |
| Groep   | Groep 4 | Groep 4 | Groep 4 | Groep 4 | Groep 4 | Groep 4 | Groep 4 | Groep 4 | Groep 4 | Groep 4 | Groep B | Groep B | Groep B | Groep B | Groep A | Groep A | Groep A | Groep A | Groep A | Groep A | Groep A | Groep A | Groep A | Groep A | World Rally Car (2.0L) | World Rally Car (2.0L) | World Rally Car (2.0L) | World Rally Car (2.0L) | World Rally Car (2.0L) | World Rally Car (2.0L) | World Rally Car (2.0L) | World Rally Car (2.0L) | World Rally Car (2.0L) | World Rally Car (2.0L) | World Rally Car (2.0L) | World Rally Car (2.0L) | World Rally Car (2.0L) | World Rally Car (2.0L) | World Rally Car (1.6L) | World Rally Car (1.6L) | World Rally Car (1.6L) | World Rally Car (1.6L) | World Rally Car (1.6L) | World Rally Car (1.6L) | World Rally Car (1.6L) | World Rally Car (1.6L) | World Rally Car (1.6L) | World Rally Car (1.6L) | World Rally Car (1.6L) | Rally1 (1.6L + 100 kW) | Rally1 (1.6L + 100 kW) | Rally1 (1.6L + 100 kW) | Rally1 (1.6L) |

### 1973-1981: beginjaren

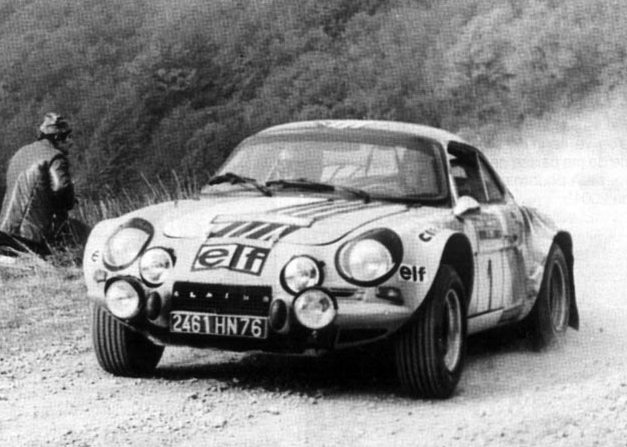
De combinatie Alpine-Renault waren de eerste winnaars van de wereldtitel bij de constructeurs in 1973; hier actief met rijder Jean-Luc Thérier tijdens de Rally van San Remo in 1973

Het wereldkampioenschap rally kende zijn oorsprong in gevestigde rallyevenementen, waarvan er negen onderdeel waren van het internationaal kampioenschap voor constructeurs dat van 1970 tot en met 1972 werd georganiseerd. De overkoepelende automobielorganisatie FIA besloot vervolgens het om te zetten tot een wereldkampioenschap. Het seizoen 1973 was het inaugurele jaar van het WK rally en startte in januari in Monte Carlo, in een seizoen dat in totaal 13 ronden telde. Het kampioenschap stond op dat moment nog enkel open voor constructeurs, waarin auto's in de klasse Groep 1 tot en met 4 actief waren.

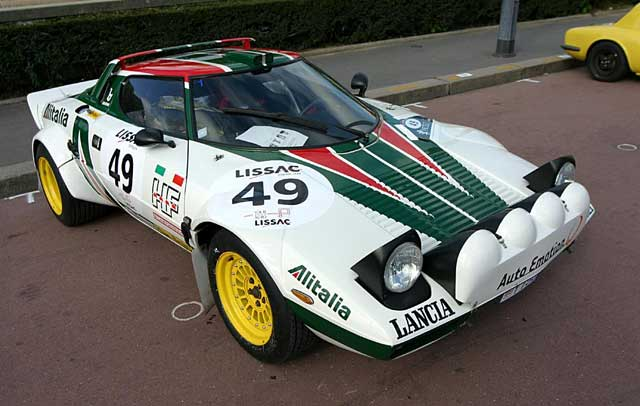
De Lancia Stratos HF wordt gezien als de eerste auto die puur bedoeld was voor de rallysport; deze hielp Lancia daarnaast aan drie wereldtitels

De Franse combinatie Alpine-Renault won met hun Alpine A110 de eerste constructeurstitel in het kampioenschap, zij behaalde maar liefst zes overwinningen dat seizoen. In het seizoen 1974, dat werd geteisterd door de wereldwijde oliecrisis (onder meer met het annuleren van verschillende rally's), werd de Lancia Stratos geïntroduceerd in het kampioenschap, een auto die weinig marktwaarde had, maar in plaats daarvan puur bedoeld was voor competitieve deelname aan de rallysport. De auto was revolutionair en hielp Lancia aan drie opeenvolgende wereldtitels bij de constructeurs, ondanks de toenemende concurrentie van Ford en moederbedrijf Fiat. In 1977 werd de FIA Cup for Drivers geïntroduceerd; een prestigieuze prijs uitgereikt door de FIA aan de individuele rijder die de meeste punten scoorde in een selectie van aangewezen rally's (waaronder rally's die deel uitmaakten van de WK-kalender). Sandro Munari won de prijs in het eerste jaar, terwijl Markku Alén deze in ontvangst nam in 1978. Fiat greep in deze beide jaren naar de titel bij de constructeurs. Fiat had inmiddels met de Fiat 131 Abarth de machtspositie overgenomen van Lancia. In het seizoen 1979 werd de FIA Cup for Drivers aan de kant gezet voor een officieel rijderskampioenschap, naast het bestaande kampioenschap bij de constructeurs. Fordrijder Björn Waldegård werd dat jaar de eerste rijder die gekroond werd met een officiële wereldtitel, terwijl de constructeurstitel tevens op naam kwam van Ford, waarna Fiat de verloren titel teruggreep in 1980 en ook met een van zijn rijders, Walter Röhrl, wereldkampioen werd. Het seizoen 1981 zag opmerkelijke winnaars; het relatief kleine Talbot won het constructeurskampioenschap en Ari Vatanen greep als privérijder in een Ford Escort RS1800 de titel bij de rijders, aangezien Ford op dat moment zijn activiteiten als officieel fabrieksteam had gestaakt.
Naast een complete herziening van de reglementen, legaliseerde de FIA in 1979 vierwielaandrijving in het kampioenschap, een technologie die in de jaren erna een enorme impact zou krijgen op de sport.

### 1982-1986: Groep B

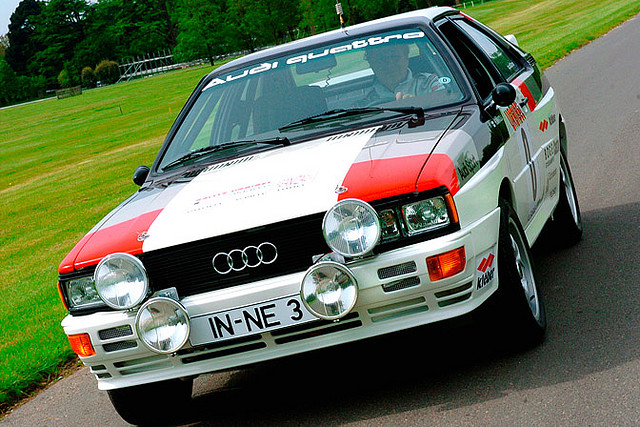
De originele Audi quattro uit 1980 initieerde de opmars van de nieuwe Groep B klasse

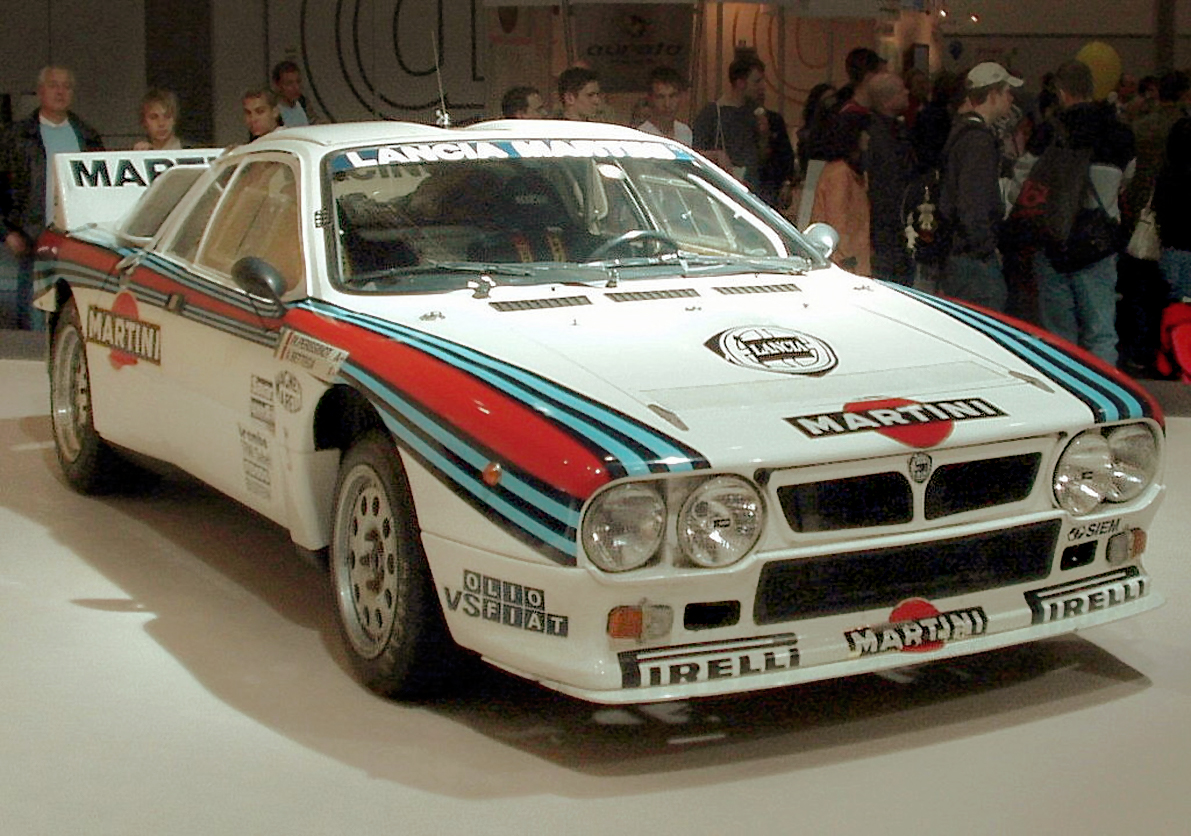
Groep B zorgde voor verschillende interpretaties tussen de constructeurs, zoals de Lancia Rally 037 die technologisch in contrast stond met diens opponent, de Audi quattro

De vroege jaren tachtig in het WK rally kenmerkten zich door een verschuiving binnen de gevestigde orde. Het tot dan toe voor de rallysport onbekende Audi ging in op de goedkeuring van vierwielaandrijving en introduceerde in 1980 de revolutionaire Audi quattro, waarna het competitieve debuut in het WK vervolgens in 1981 plaatsvond. Op dat moment regeerde de grotendeels achterwielaangedreven Groep 2- en 4-auto's nog het kampioenschap, en hoewel de quattro toen nog officieel werd geklasseerd als Groep 4-auto, bezat hij al vele technologieën die onderdeel waren van de toekomstige Groep B-klasse, die samen met Groep A en Groep N in 1982 werd geïntroduceerd (de FIA ging dus over naar een alfabetische indeling van de verschillende klassen). De prominente klasse werd Groep B, waarin de constructeurs van grote vrijheid genoten qua technische input, en er dus verschillende interpretaties van de reglementen aan het licht kwamen. De quattro, die door de concurrentie in eerste instantie met veel scepsis werd ontvangen, onder meer door de complexiteit van de technologie, had zich inmiddels bewezen met meerdere overwinningen en een uiteindelijke constructeurstitel in 1982. Hoewel ze dat jaar ook dicht bij de rijderstitel kwamen, was het Walter Röhrl die in een nog conventionele Opel Ascona 400 naar zijn tweede WK-titel greep en daarmee de eerste in zijn soort was.
In het seizoen 1983 werden Groep B, A en N officieel de vervangers van de eerdere genummerde klassen, die dan ook niet meer gerechtigd waren om punten te scoren voor het kampioenschap. Audi was inmiddels een gevestigde naam en het te kloppen team in het kampioenschap, terwijl Fiat zijn taken had overgebracht aan Lancia, die met de Lancia Rally 037 voor een compleet andere interpretatie was gegaan voor zijn Groep B-auto (zo genoot deze auto onder meer nog van achterwielaandrijving), maar een grote concurrent bleek van Audi. De machtsstrijd werd uiteindelijk verdeeld, met Lancia die voornamelijk door de betere betrouwbaarheid van het materiaal aan de haal gingen met de constructeurstitel, terwijl Hannu Mikkola, die vanaf begin af aan betrokken was bij het Audiproject, de rijderstitel op zijn naam schreef. In 1984 bleek het Audi collectief te sterk, en greep het voor het eerst de dubbel, met de rijderstitel die dit keer op naam kwam van Stig Blomqvist. Desondanks werd Audi dat jaar wel opgeschrikt door de intrede van Peugeot, het team onder leiding van Jean Todt, die halverwege het seizoen de innovatieve Peugeot 205 Turbo 16 introduceerde in het kampioenschap. Wederom was hiermee sprake van een contrasterende interpretatie van de Groep B-regels - hoewel ook vierwielaangedreven, de plaatsing van de motor, het lichtgewicht en de aandrijflijn opvallende details waren in het ontwerp. Met Ari Vatanen achter het stuur won de auto in zijn debuutjaar meteen drie WK-rally's. Nadien rees de interesse van de constructeurs en werd de interpretatie van Peugeot beschouwd als een nieuwe wending binnen de klasse. Peugeot wist de goede lijn door te trekken in 1985, toen het met Timo Salonen naar een dominante rijderstitel greep en het tevens kampioen werd bij de constructeurs. De razendsnelle ontwikkeling die de Groep B-klasse meemaakte, de auto's werden namelijk steeds krachtiger, sneller en veranderden ook in uiterlijk vertoon, begon ook zijn vragen op te roepen omwille van de wat lakse veiligheidsaspecten die boven water kwamen. Lanciarijder Attilio Bettega overleed in een onverklaarbaar ongeluk in Corsica 1985 en Ari Vatanen ontsnapte ternauwernood aan een fatale afloop na een ongeluk op hoge snelheid in Argentinië, datzelfde jaar.

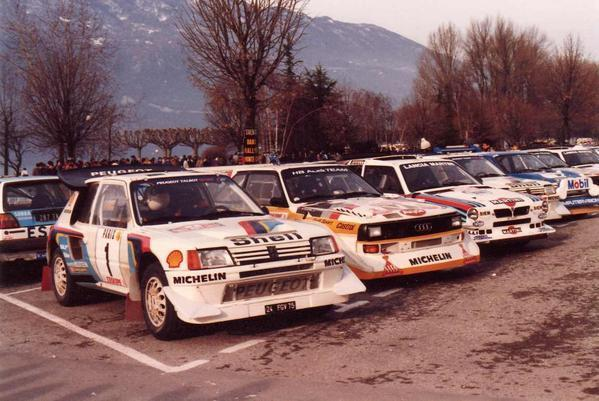
Line-up van auto's in de hoogdagen van Groep B, hier in Monte Carlo in 1986

Het seizoen 1986 zag de interesse van de constructeurs en de publieke aandacht een hoogtepunt bereiken, waar het ongeveer steeg tot een niveau van Formule 1-populariteit. Naast een aantal nieuwkomers, zag het ook de terugkeer van Ford als fabrieksteam, allen waarbij vierwielaandrijving en de vele aerodynamische hulpmiddelen inmiddels een norm waren. Het gebrek aan controle van de FIA kwam echter aan het licht tijdens de WK-ronde in Portugal, waarbij het massale toeschouwersaantal voor grote problemen zorgde en wat uiteindelijk uitmondde in een dramatische afloop door een ongeluk van Fordrijder Joaquim Santos, waarbij vier toeschouwers (drie ter plekke) om het leven kwamen en daarnaast tientallen gewonden vielen. De rijders legden de schuld bij de organisatoren van de rally, die te weinig deden aan het bedwingen van de toeschouwers, en indirect ook de FIA, die op haar beurt te weinig verantwoording gaf aan de organisatoren aangaande de veiligheidsaspecten. De FIA draaide het echter enigszins om, en gaf een groot deel van de schuld aan de hoge snelheden die de Groep B-auto's inmiddels bereikten. Slechts een paar maanden later, in Corsica, verongelukten Henri Toivonen en zijn navigator Sergio Cresto dodelijk in hun Lancia Delta S4, nadat ze na een gemiste linkse bocht van de weg raakten en een afgrond in vielen, en de auto bij stilstand prompt explodeerde. Dit rees de vraag of constructeurs niet te ver waren gegaan in hoever prestaties boven veiligheid werden gesteld, terwijl de FIA tot abruptere conclusies kwam, en in een mededeling van president Jean-Marie Balestre slechts enkele uren na het ongeluk aankondigde dat de Groep B-klasse een competitieverbod kreeg opgelegd, ingaand vanaf het seizoen 1987. Los van de tragedies, werd de rijderstitel in eerste instantie gewonnen door Lancia's Markku Alén, totdat de resultaten van de controversiële WK-ronde in San Remo door de FIA werden geannuleerd en Peugeot-rijder Juha Kankkunen de titel kreeg, terwijl Peugeot ook voor de tweede keer opeenvolgend de constructeurstitel greep, al waarna zij het kampioenschap verlieten.

### 1987-1996: Groep A

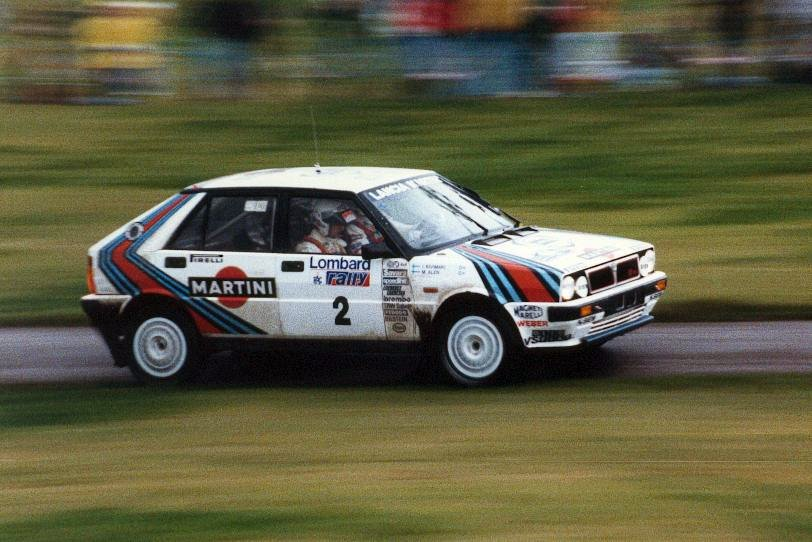
De eerste versie van de succesvolle Groep A Lancia Delta: De HF 4WD uit 1987

Na het verdwijnen van Groep B, en daarbij ook de geopperde opvolger Groep S, werd Groep A naar voren geschoven als de vervangende klasse. Dit waren minder technologisch ontwikkelde auto's die veel dichter bij de oorspronkelijke productieauto's stonden. In 1986 bestond er al een apart kampioenschap voor rijders met Groep A-auto's, dat toen werd gewonnen door Kenneth Eriksson in een Volkswagen Golf. Het was daarom het eerste ondersteunende kampioenschap in het WK, en in 1987 werd dit vervolgd met een apart kampioenschap voor rijders in Groep N-auto's (het latere Production World Rally Championship). Lancia bleek zich met de Groep A Lancia Delta het best te hebben voorbereid op deze grote verschuiving, en domineerde het kampioenschap grotendeels in de vroege jaren van Groep A als voornaamste klasse. In 1987 werd de titelstrijd uitgevochten door drie Lanciarijders, en was het Juha Kankkunen die als eerste rijder zijn titel succesvol wist te verdedigen. Het Lanciacollectief werd dat jaar tevens kampioen bij de constructeurs, en dit was het startsein van een succesvolle periode voor het Italiaanse automerk, door de titel hierna nog eens vijf keer achtereenvolgend te winnen (met een totaal van tien wereldtitels is Lancia tot op heden het meest succesvol). In 1988 was het aan Miki Biasion om voor Lancia wereldkampioen te worden en in 1989 wist ook hij zijn titel succesvol te verdedigen. Desalniettemin nam de concurrentie op dat moment wel toe, die in de vorm van Toyota, Mitsubishi en later ook Subaru voornamelijk uit de Aziatische hoek kwam, en dus langzamerhand de Europese hiërarchie qua constructeurs wist te kantelen in het kampioenschap. Hoewel Lancia nog steeds bezig was met hun zegetocht bij de constructeurs, was het Toyota-rijder Carlos Sainz die in het seizoen 1990 de rijderstitel greep. In 1991 was hij dichtbij, maar moest de titel dit keer laten aan Lancia's Juha Kankkunen, die met zijn derde kampioenschap recordhouder werd. Sainz greep zijn verloren titel weer terug in 1992, terwijl Lancia zijn dynastie dat jaar beëindigde met een laatste constructeurstitel.

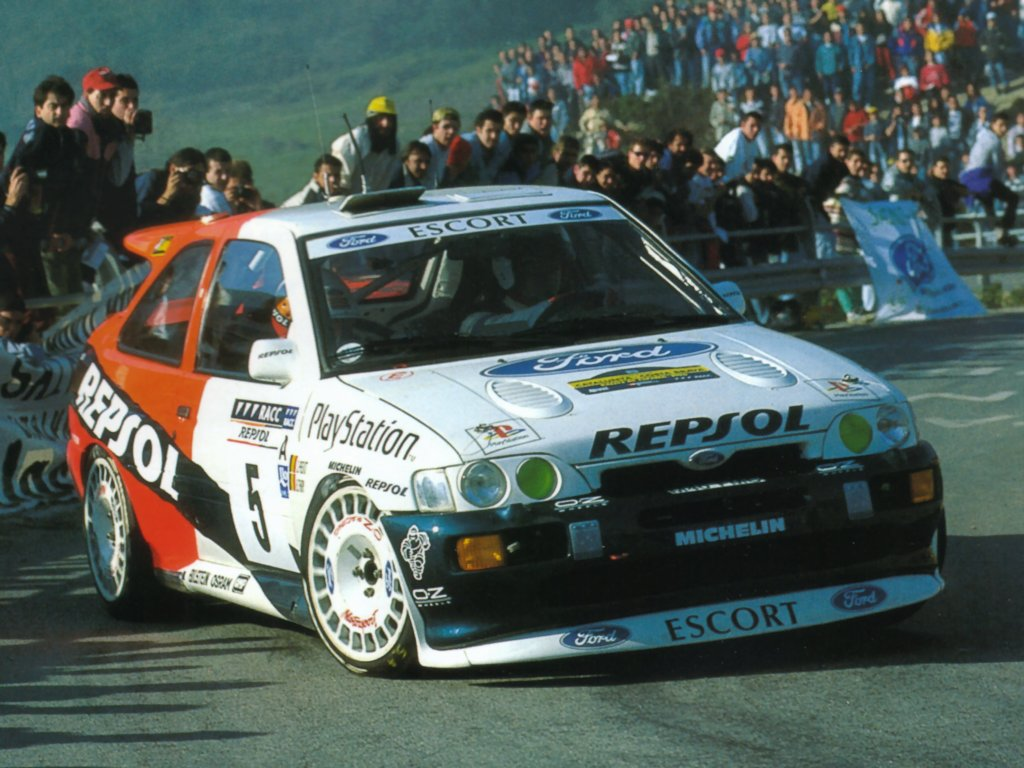
Groep A domineerde tot ver in de jaren negentig het kampioenschap, onder meer met deze Ford Escort RS Cosworth

Hoewel het kampioenschap na Groep B even tanend leek, maakte het in de jaren negentig weer een opleving, zowel bij de constructeurs als in de publieke aandacht. Lancia had zich echter voor het grootste deel teruggetrokken, waardoor voornamelijk de Japanse automerken de regie overnamen met Toyota die in het seizoen 1993 zijn eerste wereldtitel greep, terwijl Juha Kankkunen nu als Toyotarijder voor de vierde keer wereldkampioen werd. Toyota greep wederom de dubbel in 1994, maar dit keer was het Didier Auriol die als eerste Fransman de rijderstitel in ontvangst nam. Subaru zette deze lijn vervolgens voort in 1995 met de constructeurstitel en Colin McRae die het rijderskampioenschap op zijn naam schreef. Toyota ondervond dat jaar echter de keerzijde, het werd betrapt op het gebruik van een illegaal turbosysteem in zijn auto's en werd daarna door de FIA uit alle klassementen gehaald en daarnaast voor een jaar verbannen van deelname aan het kampioenschap. In 1996 was het wederom Subaru die de titel bij de constructeurs greep, terwijl Mitsubishi's Tommi Mäkinen voor het eerst de rijderstitel op zijn naam schreef en hij daarmee een start maakte van een imposante reeks.
Tussen 1994 en 1996 maakte de FIA gebruik van een kalender waarbij rally's om het jaar rouleerden met elkaar, waarbij ze het ene jaar een volwaardige WK-rally waren en het andere jaar enkel deel uitmaakten van de kalender van het wereldkampioenschap voor Formule 2-auto's, die een aparte klasse vormden binnen Groep A. Dit rotatiesysteem, dat vooral de Formule 2 een prominenter gezicht moest geven, bleek onpopulair en werd na drie jaar weer opzij geschoven.

### 1997-2010: World Rally Car (2-liter)
Hoewel de Formule 2-klasse midden jaren negentig naar voren werd geschoven als een potentiële vervanger van Groep A, introduceerde de FIA in het seizoen 1997 de World Rally Car-categorie in de plaats. Die lag namelijk meer in lijn lag met de voorganger. Deze klasse haalde enkele aspecten uit de vroegere Groep S, die samen met Groep B onderging. Mitsubishi was de enige die vol bleef houden met een Groep A-auto, al had de wagen (voornamelijk in technologisch opzicht) wel kenmerken van een World Rally Car. Deze categorie gaf een nieuwe impuls aan het kampioenschap, wat ertoe leidde dat meer constructeurs zich begonnen te melden tegen de eeuwwisseling. Ook de commerciële belangen kregen meer greep op het kampioenschap en rally's werden voor een deel rijp gemaakt voor televisie, onder meer door ze compacter (en dus korter in afstand) te maken en de zogenaamde Super Special Stages (korte proeven bedoeld voor het publiek en televisie) in bijna iedere rally te laten terugkomen. In 2000 kreeg het WK rally in de vorm van de  International Sportsworld Communicators voor het eerst een officiële promotor aan zijn zijde.

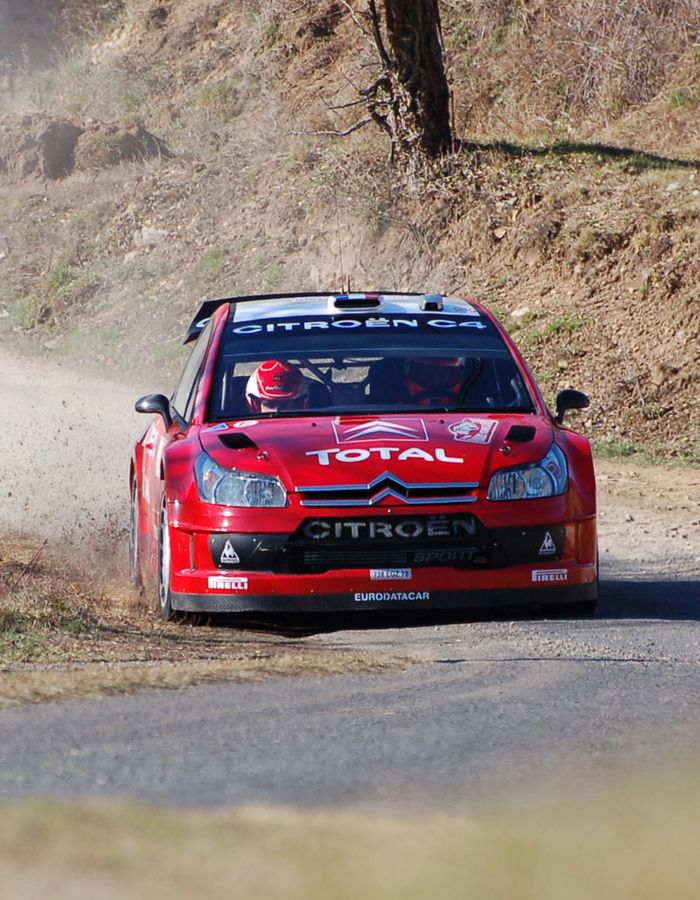
Citroën heeft het kampioenschap jarenlang gedomineerd; eerst met de Xsara WRC en later met deze C4 WRC

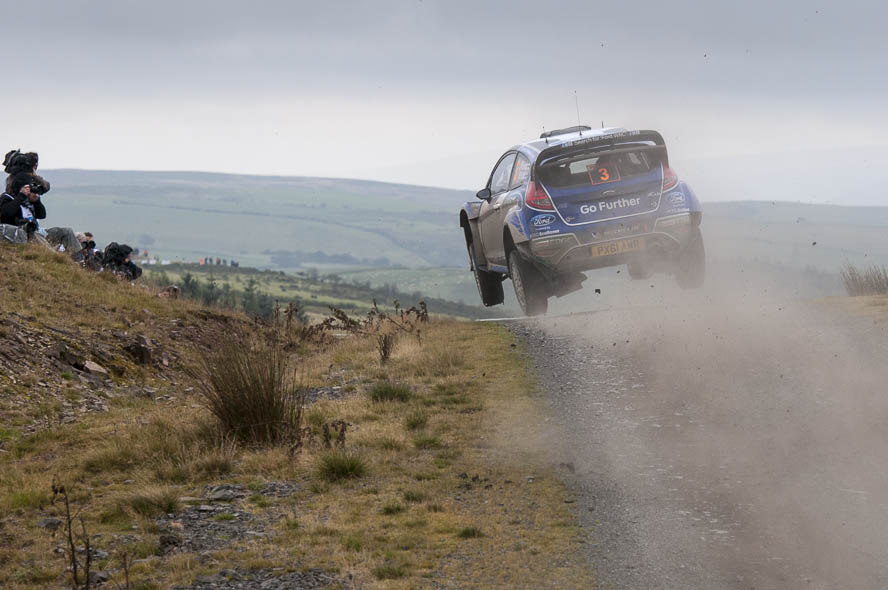
Ford is een van de trouwste constructeurs in het kampioenschap, al verliet het de sport als fabrieksteam na 2012

Op sportief gebied was het Tommi Mäkinen die zijn titel succesvol wist te verdedigen in 1997 (terwijl Subaru dat jaar zijn derde en laatste constructeurstitel vierde), vervolgens ternauwernood dit ook deed in 1998 en het voor een vierde opeenvolgende keer volbracht in 1999 (en daarmee Kankkunen evenaarde). Mitsubishi en Toyota werden in deze twee jaren respectievelijk kampioen bij de constructeurs. In 2000 maakte Peugeot zijn terugkeer in het kampioenschap tot een succes, door beide titels op naam te schrijven, met Marcus Grönholm in de Peugeot 206 WRC als winnaar van het rijderskampioenschap. Het Franse team kende vervolgens een wisselvallig seizoen 2001, maar door het grootste aantal individueel successen wist het zijn titel bij de constructeurs met succes te verdedigen, terwijl bij de rijders Subaru's Richard Burns na een intense strijd wereldkampioen werd. In 2002 maakte Peugeot op dominante wijze weer een dubbelslag mee, en was het wederom Grönholm die de rijderstitel nam. Deze dominantie eindigde in 2003, toen zusterbedrijf Citroën voor het eerst een volledig programma ondernamen met zijn Citroën Xsara WRC, en daarmee het meest consistent was in zijn resultaten en zijn eerste constructeurstitel greep. Hoewel Citroëns kopman Sébastien Loeb ook dicht bij de rijderstitel kwam, was het Subaru-rijder Petter Solberg die met de titel aan de haal ging. Hij was daarmee de laatste wereldkampioen voor ingang van een dominante reeks die Loeb vanaf het seizoen 2004 zou neerzetten. Loeb heeft namelijk het kampioenschap bij de rijders sindsdien onafgebroken gewonnen (2004, 2005, 2006, 2007, 2008, 2009, 2010 en 2011) en wordt daarom betiteld als de Michael Schumacher van het WK rally. Daarnaast heeft hij een groot aantal records verbroken in het kampioenschap; naast het aantal titels (9 in totaal) namelijk ook de meeste WK-rallyoverwinningen (dat heden ten dage op 78 staat). Naast het individueel succes, wist Citroën zijn constructeurstitel te prolongeren in 2004 en 2005, het na de twee seizoenen 2006 en 2007 te hebben verloren aan Ford te herwinnen in 2008, en deze vervolgens succesvol te verdedigen tot aan 2012.
Na 2005 begon de interesse van constructeurs te stagneren en verlieten verschillende daarvan het kampioenschap, waardoor uiteindelijk alleen Citroën en Ford overbleven als volwaardige constructeurs. De FIA introduceerde vanaf 2006 dan ook dat grote privéteams (mits deze zich van tevoren hadden geregistreerd) ook punten konden scoren voor het constructeurskampioenschap.

### 2011-2021: World Rally Car (1.6-liter)

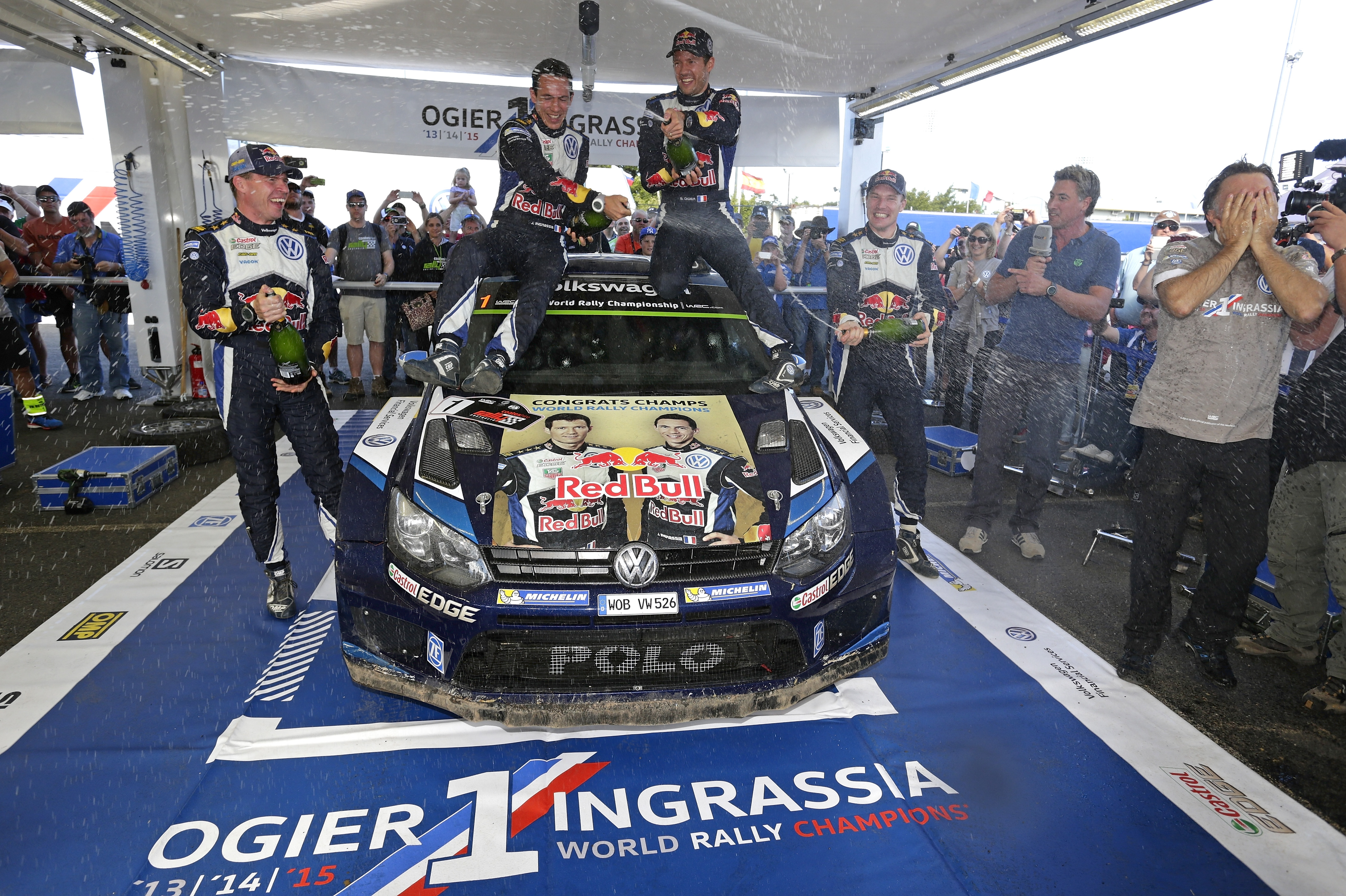
In recente jaren hebben Sébastien Ogier en Volkswagen de grootste successen geboekt in het kampioenschap

Om de interesse van de constructeurs te hernieuwen, werd besloten de kosten te drukken en verdwenen de uiterst geavanceerde 2-liter World Rally Cars na 2010 van het het WK-Rallytoneel, om vervangen te worden door 1.6-liter varianten die minder technologie aan boord hadden (welke in enkele aspecten zijn gebaseerd op Super 2000-auto's). De invoering vond plaats in 2011, waarin het gedurende dat seizoen Mini verwelkomde als nieuwe constructeur, terwijl Volkswagen het kampioenschap betrad met een World Rally Car versie van hun Polo in 2013. In 2014 volgde Hyundai met een WRC versie van de i20, de wagen debuteerde in januari in de rally van Monte Carlo 2014. Volkswagen-rijder Sébastien Ogier werd in 2013 de eerste nieuwe wereldkampioen sinds Loebs dominante reeks. Eind 2016 besloot Volkswagen in 2017 niet meer terug te keren. Wel keerden Citroën en Toyota terug met respectievelijk de C3 WRC en Yaris WRC. Vanaf 2017 steeg ook het motorvermogen van de 1,6-liter motor, van 300 pk naar 380 pk.

### 2022-heden: Rally1
Citroën gaf aan niet geïnteresseerd te zijn om nog verder deel te nemen aan de nieuwe homologatiecyclus en trok zich terug uit het wereldkampioenschap rally, waardoor de Rally1 periode werd aangevangen met 3 constructeurs (Hyundai, Toyota en Ford).
Door het vertrek van Sébastien Ogier naar Toyota in 2021, ondanks deze nog een contract had voor een jaar bij Citroën, werd het team, dat op dat moment al met slechts 2 wagens meer actief was, een jaar eerder al stopgezet.
Een grote nieuwigheid aan de Rally1 wagens is dat deze op een volledig andere manier gebouwd zijn. Waar rallywagens voorheen steeds zoals productiewagens werden gebouwd van zelfdragende staalplaat, waar een rolkooi werd in geplaatst, is de basis van de Rally1 wagens een space frame van gelaste buizen, waar de rolkooi deel van uitmaakt en waar plaatwerk op is aangebracht. De wagens blijven er zo min of meer hetzelfde uitzien langs de buitenkant, maar zijn dus volledig anders geproduceerd. Deze techniek is al wel langer gekend in circuitraces zoals bijvoorbeeld NASCAR maar werd nooit eerder in de rallysport toegepast.
In 2022 werd voor het eerst een hybride aandrijving gebruikt. De 1.6-liter motor werd behouden maar aangevuld met een hybride unit op de achterwielen die 100kW levert. De unit werd voorzien door Compact Dynamics en is dus voor alle constructeurs dezelfde. De unit zorgde voor 84 kg extra gewicht op de achteras en leverde 100 kW op. In combinatie met de verbrandingsmotor konden de wagens hiermee onder bepaalde omstandigheden tot 500 pk krachtig zijn.
Voor seizoen 2025 werd het gebruik van de hybride unit weer geschrapt, voornamelijk door de te hoge onderhoudskosten ervan, in een poging meer constructeurs aan te trekken.

## Structuur

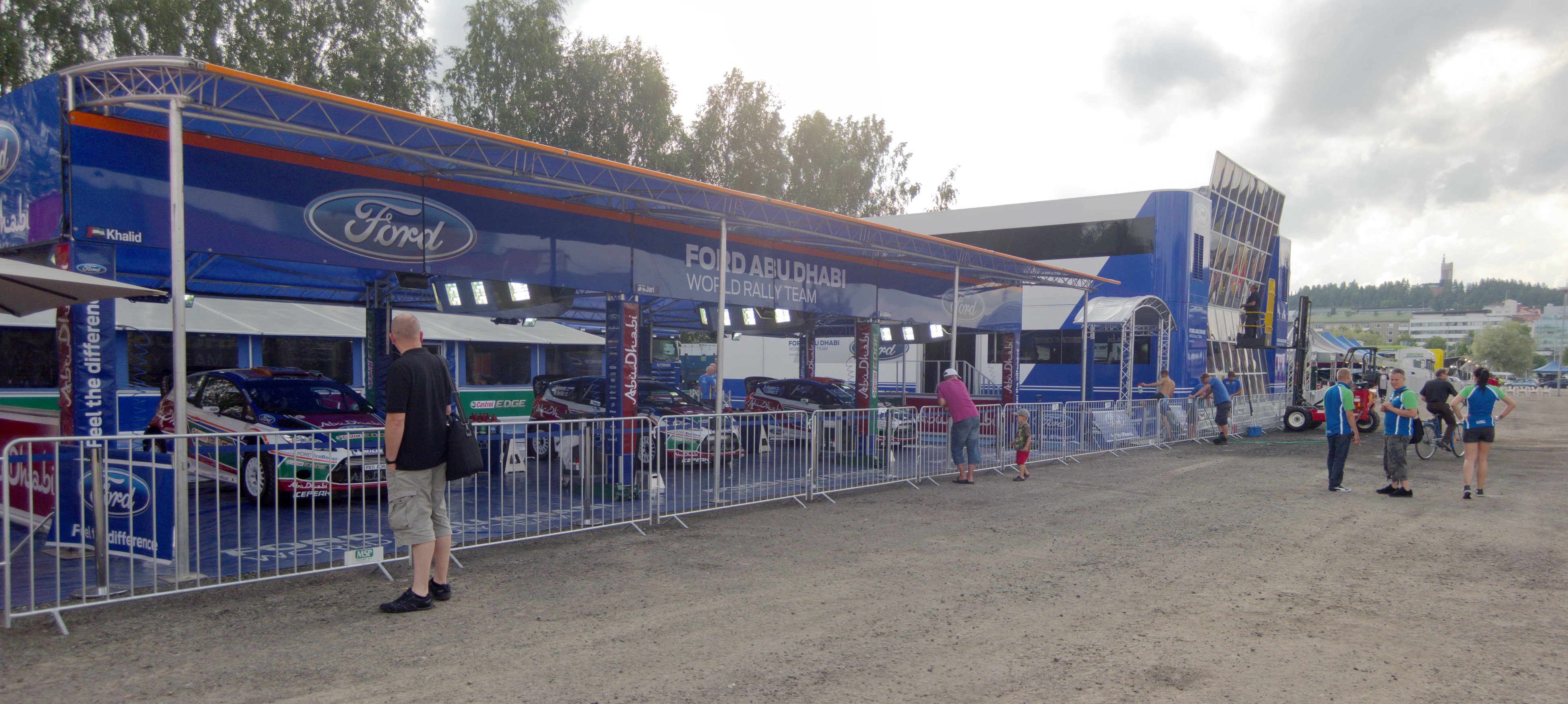
Het team van Ford gesitueerd tijdens een rally in 2011

Elk seizoen telt normaal gesproken pakweg 13 evenementen, waarin rally's verreden worden over asfalt, gravel of sneeuw en ijs. De punten die worden behaald tijdens elk evenement worden opgeteld in het rijders- en constructeurskampioenschap. Dit zijn twee aparte kampioenschappen, maar delen in de huidige samenstelling hetzelfde puntensysteem. Dit betekent dat een rijder voor merk A rijderskampioen kan worden, terwijl merk B tegelijkertijd constructeurskampioen wordt. Het huidige puntensysteem kent aan de top tien van een wedstrijd punten toe, volgens de verdeling 25-18-15-12-10-8-6-4-2-1. Ongeacht het aantal verschillende rijders binnen een team, kunnen alleen de eerste twee genomineerde rijders voor het merk punten scoren voor het constructeurskampioenschap. Dit wil zeggen dat ook rijders die buiten de top acht aan de finish komen (en privérijders voor zich moeten dulden) toch punten scoren voor de constructeur.

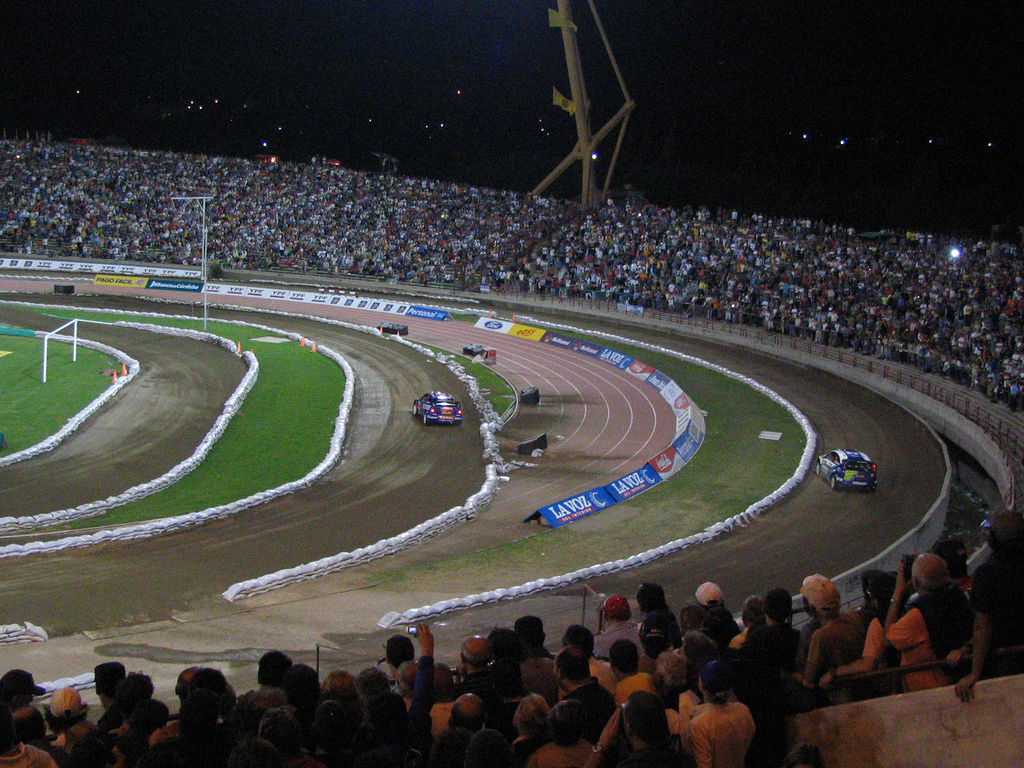
Een showproef verreden in een openluchtstadion

Een rally wordt normaal gesproken verreden over 15 tot 25 klassementsproeven, met een lengte per kp die kan verschillen van 2 km (een showproef, Super Special Stage) tot uiterlijk 50 km. Gemiddeld wordt een hele verreden over een competitieve afstand van 350 km. Deze worden verreden over de openbare weg, die echter voor de rally afgesloten zijn van de publieke toegang. Een WK-rally kent zijn start met de verkenning (reconnaissance of kortweg recce) op dinsdag en woensdag, waar de rijders de toegang krijgen om de klassementsproeven te verkennen en daarmee de benodigde aantekeningen (pacenotes) van de navigator klaar te maken. Op donderdag vindt er een speciale shakedown plaats, waar de teams met volle snelheid over het parcours kunnen rijden, bedoeld als preventief testwerk voor een ideale afstelling van de auto. De competitie begint op vrijdag en kent normaal zijn einde op zondag. De auto's starten afzonderlijk van elkaar, normaal gesproken om de 1 à 2 minuten, en hebben aan het einde van een klassementsproef een bepaalde tijd neergezet, die na elke verreden kp wordt opgeteld tot een officiële eindtijd, waaruit het klassement kan opgemaakt worden. Gedurende een dag bestaat er tussen de klassementsproeven een service park, waar de auto's terugkomen en de teams - binnen een strenge tijdslimiet - onderhoud of reparaties kunnen plegen. Een service park geeft daarnaast de kans om publiek en media dicht bij het gebeuren te kunnen laten komen. Na elke verreden dag worden de auto's na een service van drie kwartier geparkeerd in het zogenoemde parc-farmé, een afgesloten terrein.

## Media

### Televisie

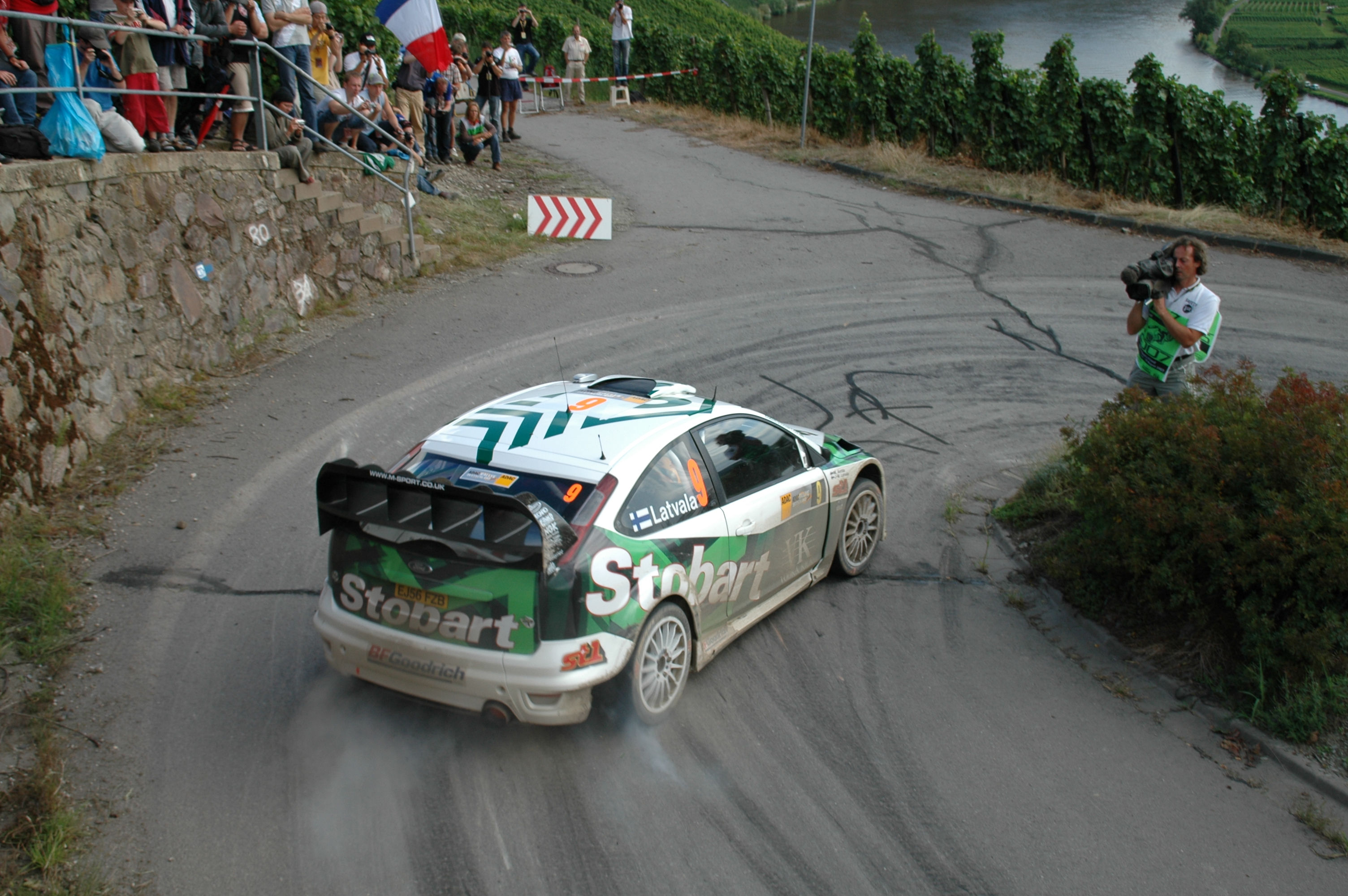
Een cameraman staat in de binnenbocht tijdens de ADAC Rallye Deutschland in 2007

Sinds het begin van de 21e eeuw gebeurt de organisatie van de wedstrijden steeds meer in functie van het vergroten van de publieke belangstelling, om het kampioenschap qua populariteit op het niveau van de Formule 1 te brengen. De rol van televisie-uitzendingen is hierbij doorslaggevend en dit heeft onder andere geleid tot het compacter maken van de wedstrijden (minder klassementsproeven en korter in afstand), het introduceren van korte showproeven, Super Special Stages (korte klassementsproeven met name in openluchtstadions), het verdwijnen van nachtelijke chronoritten. Bij de liefhebbers zijn de meningen over deze ingrepen erg verdeeld, en heel wat onder hen vinden dat de sportieve kwaliteit er onder heeft geleden.

Officiële logo van het 'World Rally Championship' (WRC) dat sinds 2001 wordt gebruikt

ISC TV, International Sportsworld Communicators, brengt dagelijkse hoogtepunten van een rally in beeld in pakweg een programma van een half uur, waarin beelden te zien zijn van zowel binnen als buiten de auto op de op die dag verreden klassementsproeven, maar ook beelden vanuit het service park waar de monteurs aan de auto's werken en interviews met rijders of andere relaties. Deze worden uitgezonden in 186 verschillende landen, in de meeste gevallen in hun eigen taal, na elke verreden dag van de rally. Ook zijn er programma's die een vooruit- of terugblik geven op het evenement.
Sinds 2013 is Red Bull Media House de officiële promotor van het WK rally.

### Radio
Via de radio zijn er tijdens elk evenement live-uitzendingen te volgen in het Engels, onder de naam World Rally Radio dat te beluisteren valt via het internet. Hierin komen dagelijkse terugblikken aan bod en staan er op de klassementsproeven verslaggevers om direct de rijders te ondervragen na de finish van een klassementsproef.

## Lijst van winnaars
| Rijders | Rijders                    | Rijders                                          | Constructeurs  | Constructeurs                                     |
| Seizoen | Rijder                     | Auto                                             | Constructeur   | Auto                                              |
| ------- | -------------------------- | ------------------------------------------------ | -------------- | ------------------------------------------------- |
| 2024    | Thierry Neuville           | Hyundai i20N Rally1                              | Toyota         | Toyota GR Yaris Rally1                            |
| 2023    | Kalle Rovanperä            | Toyota GR Yaris Rally1                           | Toyota         | Toyota GR Yaris Rally1                            |
| 2022    | Kalle Rovanperä            | Toyota GR Yaris Rally1                           | Toyota         | Toyota GR Yaris Rally1                            |
| 2021    | Sébastien Ogier            | Toyota Yaris WRC                                 | Toyota         | Toyota Yaris WRC                                  |
| 2020    | Sébastien Ogier            | Toyota Yaris WRC                                 | Hyundai        | Hyundai i20 Coupé WRC                             |
| 2019    | Ott Tänak                  | Toyota Yaris WRC                                 | Hyundai        | Hyundai i20 Coupé WRC                             |
| 2018    | Sébastien Ogier            | Ford Fiesta WRC                                  | Toyota         | Toyota Yaris WRC                                  |
| 2017    | Sébastien Ogier            | Ford Fiesta WRC                                  | M-Sport        | Ford Fiesta WRC                                   |
| 2016    | Sébastien Ogier            | Volkswagen Polo R WRC                            | Volkswagen     | Volkswagen Polo R WRC                             |
| 2015    | Sébastien Ogier            | Volkswagen Polo R WRC                            | Volkswagen     | Volkswagen Polo R WRC                             |
| 2014    | Sébastien Ogier            | Volkswagen Polo R WRC                            | Volkswagen     | Volkswagen Polo R WRC                             |
| 2013    | Sébastien Ogier            | Volkswagen Polo R WRC                            | Volkswagen     | Volkswagen Polo R WRC                             |
| 2012    | Sébastien Loeb             | Citroën DS3 WRC                                  | Citroën        | Citroën DS3 WRC                                   |
| 2011    | Sébastien Loeb             | Citroën DS3 WRC                                  | Citroën        | Citroën DS3 WRC                                   |
| 2010    | Sébastien Loeb             | Citroën C4 WRC                                   | Citroën        | Citroën C4 WRC                                    |
| 2009    | Sébastien Loeb             | Citroën C4 WRC                                   | Citroën        | Citroën C4 WRC                                    |
| 2008    | Sébastien Loeb             | Citroën C4 WRC                                   | Citroën        | Citroën C4 WRC                                    |
| 2007    | Sébastien Loeb             | Citroën C4 WRC                                   | Ford           | Ford Focus RS WRC 06/Ford Focus RS WRC 07         |
| 2006    | Sébastien Loeb             | Citroën Xsara WRC                                | Ford           | Ford Focus RS WRC 06                              |
| 2005    | Sébastien Loeb             | Citroën Xsara WRC                                | Citroën        | Citroën Xsara WRC                                 |
| 2004    | Sébastien Loeb             | Citroën Xsara WRC                                | Citroën        | Citroën Xsara WRC                                 |
| 2003    | Petter Solberg             | Subaru Impreza WRC2003                           | Citroën        | Citroën Xsara WRC                                 |
| 2002    | Marcus Grönholm            | Peugeot 206 WRC                                  | Peugeot        | Peugeot 206 WRC                                   |
| 2001    | Richard Burns              | Subaru Impreza WRC2001                           | Peugeot        | Peugeot 206 WRC                                   |
| 2000    | Marcus Grönholm            | Peugeot 206 WRC                                  | Peugeot        | Peugeot 206 WRC                                   |
| 1999    | Tommi Mäkinen              | Mitsubishi Lancer Evo VI                         | Toyota         | Toyota Corolla WRC                                |
| 1998    | Tommi Mäkinen              | Mitsubishi Lancer Evo IV/Mitsubishi Lancer Evo V | Mitsubishi     | Mitsubishi Lancer Evo IV/Mitsubishi Lancer Evo V  |
| 1997    | Tommi Mäkinen              | Mitsubishi Lancer Evo IV                         | Subaru         | Subaru Impreza WRC97                              |
| 1996    | Tommi Mäkinen              | Mitsubishi Lancer Evo III                        | Subaru         | Subaru Impreza 555                                |
| 1995    | Colin McRae                | Subaru Impreza 555                               | Subaru         | Subaru Impreza 555                                |
| 1994    | Didier Auriol              | Toyota Celica Turbo 4WD                          | Toyota         | Toyota Celica Turbo 4WD                           |
| 1993    | Juha Kankkunen             | Toyota Celica Turbo 4WD                          | Toyota         | Toyota Celica Turbo 4WD                           |
| 1992    | Carlos Sainz               | Toyota Celica Turbo 4WD                          | Lancia         | Lancia Delta HF Integrale                         |
| 1991    | Juha Kankkunen             | Lancia Delta Integrale 16V                       | Lancia         | Lancia Delta Integrale 16V                        |
| 1990    | Carlos Sainz               | Toyota Celica GT-Four                            | Lancia         | Lancia Delta Integrale 16V                        |
| 1989    | Miki Biasion               | Lancia Delta Integrale                           | Lancia         | Lancia Delta Integrale/Lancia Delta Integrale 16V |
| 1988    | Miki Biasion               | Lancia Delta Integrale                           | Lancia         | Lancia Delta HF 4WD/Lancia Delta Integrale        |
| 1987    | Juha Kankkunen             | Lancia Delta HF 4WD                              | Lancia         | Lancia Delta HF 4WD                               |
| 1986    | Juha Kankkunen             | Peugeot 205 Turbo 16 E2                          | Peugeot        | Peugeot 205 Turbo 16 E2                           |
| 1985    | Timo Salonen               | Peugeot 205 Turbo 16/Peugeot 205 Turbo 16 E2     | Peugeot        | Peugeot 205 Turbo 16/Peugeot 205 Turbo 16 E2      |
| 1984    | Stig Blomqvist             | Audi quattro A2/Audi Sport quattro               | Audi           | Audi quattro A2/Audi Sport quattro                |
| 1983    | Hannu Mikkola              | Audi quattro A1/Audi quattro A2                  | Lancia         | Lancia Rally 037                                  |
| 1982    | Walter Röhrl               | Opel Ascona 400                                  | Audi           | Audi quattro                                      |
| 1981    | Ari Vatanen                | Ford Escort RS1800                               | Talbot         | Talbot Sunbeam Lotus                              |
| 1980    | Walter Röhrl               | Fiat 131 Abarth                                  | Fiat           | Fiat 131 Abarth                                   |
| 1979    | Björn Waldegård            | Ford Escort RS1800                               | Ford           | Ford Escort RS1800                                |
| 1978    | Markku Alén*               | Fiat 131 Abarth                                  | Fiat           | Fiat 131 Abarth                                   |
| 1977    | Sandro Munari*             | Lancia Stratos HF                                | Fiat           | Fiat 131 Abarth                                   |
| 1976    | Geen rijderskampioenschap. | Geen rijderskampioenschap.                       | Lancia         | Lancia Stratos HF                                 |
| 1975    | Geen rijderskampioenschap. | Geen rijderskampioenschap.                       | Lancia         | Lancia Stratos HF                                 |
| 1974    | Geen rijderskampioenschap. | Geen rijderskampioenschap.                       | Lancia         | Lancia Stratos HF/Lancia Fulvia 1.6 Coupé HF      |
| 1973    | Geen rijderskampioenschap. | Geen rijderskampioenschap.                       | Alpine-Renault | Alpine-Renault A110 1800                          |

- Noot: 1977 en 1978: Winnaar van de FIA Cup for Drivers, geen officieel rijderskampioenschap.

## Statistieken

#### Rijders titels
| Plaats | Rijder                                                 | Aantal |
| ------ | ------------------------------------------------------ | ------ |
| 1      | Sébastien Loeb                                         | 9      |
| 2      | Sébastien Ogier                                        | 8      |
| 3      | Juha Kankkunen Tommi Mäkinen                           | 4      |
| 5      | Miki Biasion Marcus Grönholm Walter Röhrl Carlos Sainz | 2      |
| 9      | 12 rijders                                             | 1      |

#### Rijders overwinningen
| Plaats | Rijder                           | Aantal |
| ------ | -------------------------------- | ------ |
| 1      | Sébastien Loeb                   | 79     |
| 2      | Sébastien Ogier                  | 49     |
| 3      | Marcus Grönholm                  | 30     |
| 4      | Carlos Sainz                     | 26     |
| 5      | Colin McRae                      | 25     |
| 6      | Tommi Mäkinen                    | 24     |
| 7      | Juha Kankkunen                   | 23     |
| 8      | Didier Auriol                    | 20     |
| 9      | Markku Alén                      | 19     |
| 10     | Hannu Mikkola Jari-Matti Latvala | 18     |

#### Constructeurs titels
| Plaats | Rijder                                   | Aantal |
| ------ | ---------------------------------------- | ------ |
| 1      | Lancia                                   | 10     |
| 2      | Citroën                                  | 8      |
| 3      | Peugeot                                  | 5      |
| 4      | Volkswagen Toyota                        | 4      |
| 5      | Fiat Ford Subaru                         | 3      |
| 9      | Audi Hyundai                             | 2      |
| 10     | Alpine-Renault Mitsubishi M-Sport Talbot | 1      |

#### Constructeurs overwinningen
| Plaats | Rijder       | Aantal |
| ------ | ------------ | ------ |
| 1      | Citroën      | 102    |
| 2      | Ford/M-Sport | 91     |
| 3      | Lancia       | 73     |
| 4      | Toyota       | 60     |
| 5      | Peugeot      | 48     |
| 6      | Subaru       | 47     |
| 7      | Volkswagen   | 44     |
| 8      | Mitsubishi   | 34     |
| 9      | Audi         | 24     |
| 10     | Fiat         | 21     |

- Vetgedrukte tekst betekent actieve rijder en constructeur.

## Andere klassen

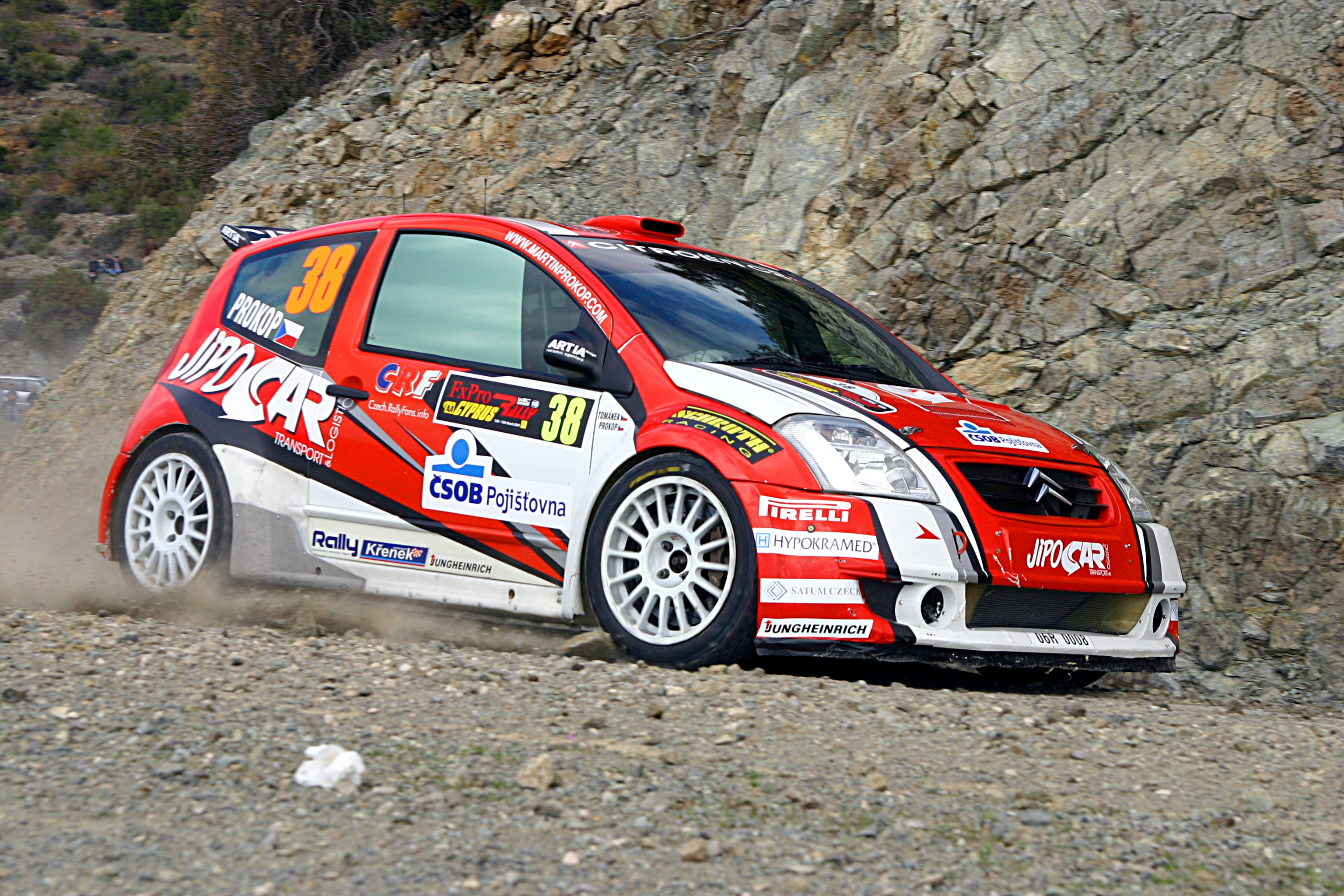
Citroën C2 Super 1600

Naast de voornaamste World Rally Car klasse, bestaan er in het hedendaagse kampioenschap ook drie subcategorieën: Het World Rally Championship-2 (voormalige Super 2000 World Rally Championship), het World Rally Championship-3 (voormalige Production World Rally Championship) en het Junior World Rally Championship. Deze kampioenschappen worden door de FIA ondersteund en geven (jonge) rijders de kans voor een goede instapklasse en om zich te bewijzen voor de fabrieksteams. Deze series worden over dezelfde evenementen en klassementsproeven verreden als het officiële WK, maar limiteert zich meestal tot een kalender van 6 à 8 evenementen per jaar. Ook wordt er van hetzelfde puntenscoresysteem gebruikgemaakt, echter bestaat er in beide enkel een rijderskampioenschap.